# Huité
Huité é uma cidade da Guatemala do departamento de Zacapa.